# Sclerophrys vittata
Sclerophrys vittata es una especie de anfibios anuros de la familia Bufonidae.

## Distribución geográfica y hábitat
Es endémica de Uganda.
Su hábitat natural incluye pantanos y tierra arable.